# Guerau X. Casol
Guerau Xipell Casol (Barcelona, agost de 1985) és un gestor cultural i escriptor català, que signa la seva obra com Guerau X. Casol.
Va començar a publicar relats l'any 2008 en diversos portals literaris d'internet, com relatsencatalà.cat o lektu.com. L'any 2014 va publicar Incívica Barcelona, un recull de setze relats sobre la corrupció moral cosmopolita, i el 2016 la novel·la negra i àcida sobre la Catalunya rural anomenada Magna Catalonia en forma de road movie. El 2023 va publicar el llibre de relats de ciència-ficció i fantasia Morralla i ferro.
La seva obra es centra en temes relatius a moralitat humana amb una prosa amb connotacions polítiques en un estil planer i sovint sarcàstic, irònic i fins i tot macabre, a través del relat social, la ciència-ficció, la fantasia i la novel·la criminal. Les seves influències són Irvine Welsh, Isaac Asimov, Orson Scott Card, Arthur C. Clarke i Manuel de Pedrolo.